# 播州区
播州區是中华人民共和国贵州省遵义市下属的一个市轄區。
2016年，中国国务院批准原遵义县改为播州区，并将原遵义县部分乡镇划入红花岗区和汇川区。
位于东经106°17'-107°25，北纬27°13'-28°03'。与之接壤的县市有： 东边湄潭县、瓮安县，南边息烽县、开阳县，西边仁怀市、金沙县，北边桐梓县、绥阳县、红花岗区和汇川区。面积4491平方公里，2002年人口114万。邮政编码56300，区政府驻南白街道。

## 行政区划
播州区下辖5个街道办事处、17个镇、2个民族乡：
南白街道、播南街道、影山湖街道、桂花桥街道、龙坑街道、三岔镇、苟江镇、三合镇、乌江镇、龙坪镇、团溪镇、铁厂镇、西坪镇、尚嵇镇、茅栗镇、新民镇、鸭溪镇、石板镇、乐山镇、枫香镇、泮水镇、马蹄镇、平正仡佬族乡和洪关苗族乡。

## 交通
- 渝贵铁路：遵义南站